# Héverton Durães Coutinho Alves
Héverton Durães Coutinho Alves (Brasília, 28 de outubro de 1985), mais conhecido como Héverton, é um ex-futebolista brasileiro que atuava como meio-campista. 

## Carreira
Em sua infância, na cidade de Samambaia, se destacava pela habilidade e velocidade. Iniciou a carreira no Jaguar F.C. e após se destacar no mesmo, transferiu-se para o Guarani. Após uma curta passagem pelo Ankaragücü, da Turquia, voltou ao futebol campineiro, desta vez para atuar na equipe da Ponte Preta. Se destacou principalmente na Série B de 2007, e despertou o interesse do Corinthians, para onde foi no mesmo ano. Com a queda do Timão e a contratação de vários reforços, acabou perdendo espaço e foi para o Vitória, onde não teve oportunidades. Ainda em 2008, acertou sua transferência para a Portuguesa.
Dia 16 de Fevereiro de 2011, o jogador foi emprestado ao Atlético Paranaense até o final da época. Lá não conseguiu se destacar, perdendo espaço e rompendo o vínculo com o clube paranaense antes mesmo do final da temporada.
Em Junho de 2011, Héverton acertou sua ida para a Coreia do Sul, para jogar no Seongnam. Lá, no ano de 2011, foi campeão da Copa da Coreia.
Quando seu contrato de empréstimo no Seongnam chegou ao fim não houve renovação, apesar do interesse do time coreano. Com isso, Héverton retornou à Portuguesa para cumprir o resto de seu contrato.
No final de 2013, foi o pivô de uma das maiores polêmicas do futebol brasileiro. Na última rodada do Campeonato Brasileiro daquele ano, o jogador entrou no segundo tempo do empate sem gols da Portuguesa com o Grêmio, quando na verdade deveria estar cumprindo suspensão, devido a decisão do STJD, que puniu o jogador com 2 jogos de suspensão por conta de expulsão por ter ofendido o árbitro, após o apito final, em partida contra o Bahia (derrota por 1-0) pela 36ª rodada. O primeiro jogo da suspensão fora cumprido contra a Ponte Preta, (vitória da Portuguesa por 2-0), em jogo válido pela 37ª rodada, devendo Héverton cumprir o segundo jogo na última rodada, em partida contra o Grêmio, a ser disputada no dia 8 de dezembro de 2013. Porém, a decisão do STJD saiu na sexta-feira, dia 6 de dezembro, não havendo publicação da sentença até a data da partida, ocorrendo esta em um dia após o jogo, na segunda-feira, entretanto houve a comunicação entre o STJD e o clube através do advogado do clube, de e-mails e fax, sendo supostamente ignorados pela instituição. O procedimento de praxe seria o jogador cumprir a sentença imediatamente após a decisão, o que caracterizou, segundo o STJD, uma escalação irregular, punindo a Portuguesa com a perda de 4 pontos, o que rebaixaria a Lusa para a série B.
Em Janeiro de 2014, o Paysandu anunciou a contratação do jogador para a disputa da Série C. Alguns meses depois Héverton queria se aposentar, mas decidiu ficar no clube e continuar sua carreira.

## Títulos
Seongnam
- Copa da Coreia do Sul: 2011

Portuguesa
- Campeonato Paulista - Série A2: 2013